# 2014 GT53
2014 GT53 est un cubewano d'un diamètre estimé à 372 km, ce qui pourrait le qualifier comme candidat au statut de planète naine.